# Synagoga w Białej Podlaskiej
Synagoga w Białej Podlaskiej – została zbudowana w pierwszej połowie XIX wieku według projektu Stefana Koźmińskiego, na miejscu starej drewnianej synagogi, na wschód od Placu Wolności. Podczas II wojny światowej hitlerowcy zburzyli synagogę. Miejsce w którym stała, ze względu na działający przy synagodze cheder - szkołę religijną dla chłopców - nazywa się współcześnie Plac Szkolny Dwór